# Churtej
Churtej (ros. Хуртэй) – osiedle w Rosji, w Buriacji, w rejonie kiżyngińskim. W 2010 liczyło 859 mieszkańców.